# Diffraction par une fente

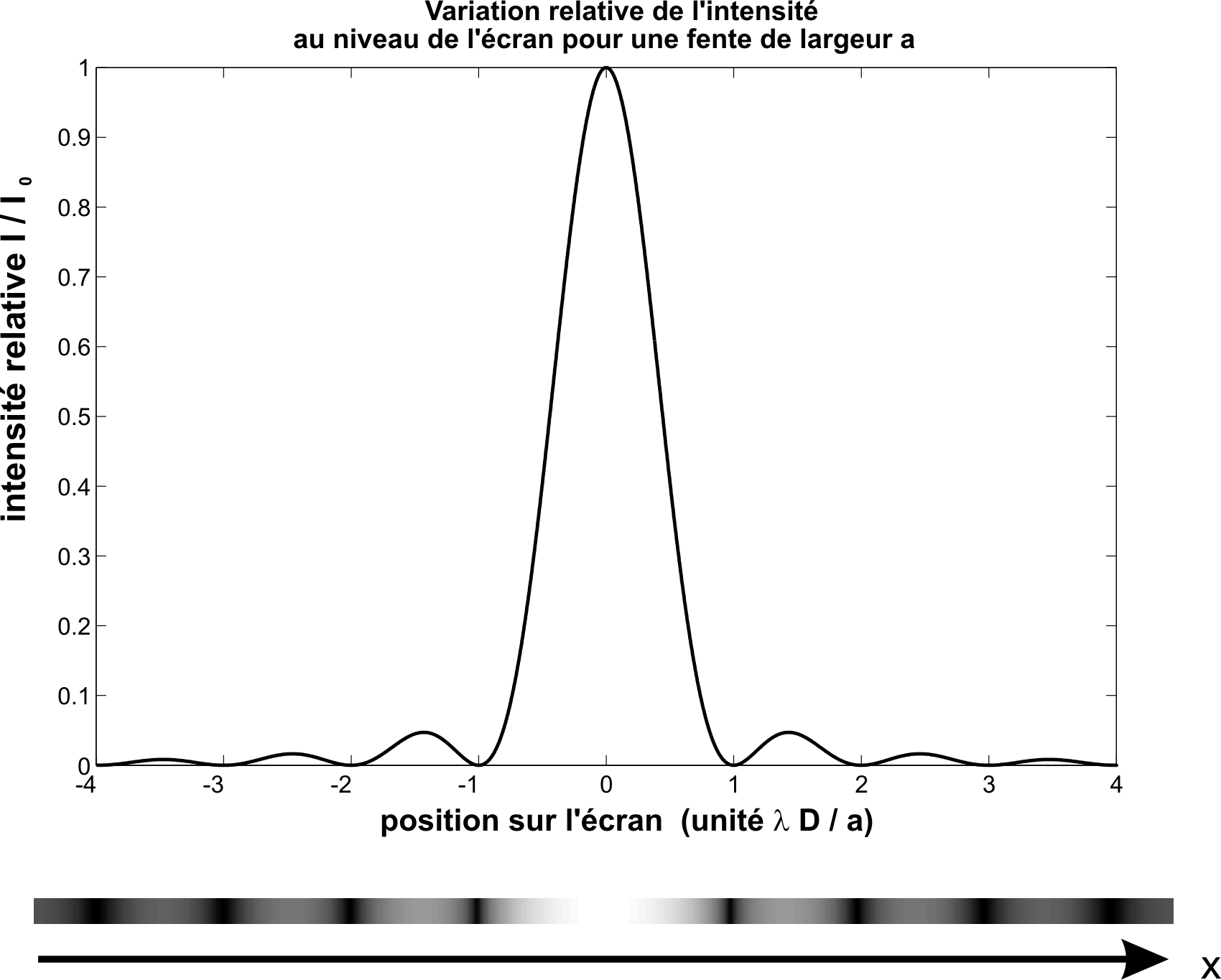
Diffraction par une fente

La diffraction par une fente est un modèle théorique utilisé pour modéliser les phénomènes de diffraction en optique. La diffraction par une fente peut également s'appliquer, en raison du principe de Babinet, pour décrire la figure de diffraction obtenue avec un fil placé sur le trajet d'un rayon lumineux.
Une fente est une ouverture de largeur a et de longueur infinie, centrée sur l'origine (la fente s'étend de -a/2 à a/2 dans l'axe des x). Du fait de la symétrie par translation du problème, on ne considère les variations d'intensité que sur un seul axe x.
On se place dans le cas où l'écran est situé à l'infini (diffraction de Fraunhofer), c'est-à-dire que les rayons qui arrivent en un point M sont considérés comme parallèles. C'est le cas si l'écran est placé à plusieurs mètres de la fente, ou bien si l'on met l'écran dans le plan focal image d'une lentille convergente.
Si l'on appelle D la distance entre l'écran et la fente, alors l'intensité I en un point x de l'écran s'écrit :
{\displaystyle I(x)=I_{0}\cdot \mathrm {sinc} ^{2}\left({\frac {\pi a}{\lambda D}}\cdot x\right)}
où  
{\displaystyle \mathrm {sinc} (x)={\frac {\sin(x)}{x}}} définit la fonction sinus cardinal.
L'intensité a donc une pseudo période spatiale A valant :
{\displaystyle A={\frac {\lambda D}{a}}}

## Formule de diffraction
Un rayon parcourt une distance δ entre la fente et l'écran. La différence de phase introduite par ce chemin est
{\displaystyle \Delta \varphi =2\pi {\frac {\delta }{\lambda }}}
λ étant la longueur d'onde de la radiation lumineuse supposée monochromatique.
Les rayons qui frappent un point de l'écran sont issus de différents points de la fente. S'ils sont en phase au niveau de la fente, leur déphasage est différent arrivé sur l'écran. Ils vont interférer, il faut donc calculer le déphasage entre les rayons pour connaître le résultat.
Considérons un point x de l'écran, et un point x1 de la fente. L'onde partant de x1 arrive en x en ayant parcouru une distance δ (d'après le théorème de Pythagore) :
{\displaystyle \delta ={\sqrt {D^{2}+(x-x_{1})^{2}}}=D\cdot {\sqrt {1+{\frac {(x-x_{1})^{2}}{D^{2}}}}}}
Si l'écran est suffisamment loin, on a D >> (x - x1), on peut donc faire un développement limité du premier ordre :
{\displaystyle \delta \simeq D\cdot \left(1+{\frac {(x-x_{1})^{2}}{2D^{2}}}\right)}
Si l'on développe le terme au carré :
{\displaystyle \delta =D\cdot \left(1+{\frac {x^{2}-2xx_{1}+x_{1}^{2}}{2D^{2}}}\right)}
Si l'on se place à une distance x grande devant x1 (donc devant a), on peut négliger le terme du second ordre :
{\displaystyle \delta \simeq D\cdot \left(1+{\frac {x^{2}-2xx_{1}}{2D^{2}}}\right)}
Cette approximation correspond aux conditions de diffraction de Fraunhofer.
L'onde incidente a pour fonction
{\displaystyle \psi (t)=\psi _{0}\cdot e^{i\omega t}}
quel que soit x1 (onde plane, on choisit arbitrairement le déphasage nul dans le plan de la fente). Au point x, l'onde diffusée par le point x1 a pour fonction
{\displaystyle \psi (x_{1},x,t)=\psi _{0}\cdot e^{i\omega t+i\Delta \varphi }=\psi _{0}\cdot e^{i\omega t+i{\frac {2\pi }{\lambda }}D\cdot \left(1+{\frac {x^{2}-2xx_{1}}{2D^{2}}}\right)}}
soit
{\displaystyle \psi (x_{1},x,t)=\psi _{0}\cdot e^{i\omega t-i{\frac {2\pi D}{\lambda }}-i{\frac {\pi x^{2}}{\lambda D}}}\cdot e^{i{\frac {2\pi xx_{1}}{\lambda D}}}}
À un point x donné de l'écran, l'onde résultante vaut donc
{\displaystyle \psi _{1}(x,t)=\int _{-a/2}^{a/2}\psi (x_{1},x,t)dx_{1}=\psi _{0}\cdot e^{i\omega t-i{\frac {2\pi D}{\lambda }}-i{\frac {\pi x^{2}}{\lambda D}}}\cdot \int _{-a/2}^{a/2}e^{i{\frac {2\pi xx_{1}}{\lambda D}}}dx_{1}}
Le dernier facteur vaut
{\displaystyle -i{\frac {\lambda D}{2\pi x}}\cdot \left[e^{i{\frac {2\pi xx_{1}}{\lambda D}}}\right]_{-a/2}^{a/2}=-i{\frac {\lambda D}{2\pi x}}\cdot \left(e^{i{\frac {\pi xa}{\lambda D}}}-e^{-i{\frac {\pi xa}{\lambda D}}}\right)={\frac {\lambda D}{\pi x}}\cdot \sin \left({\frac {\pi xa}{\lambda D}}\right)}
Donc
{\displaystyle \psi _{1}(x,t)=\psi _{0}\cdot e^{i\omega t-i{\frac {2\pi D}{\lambda }}-i{\frac {\pi x^{2}}{\lambda D}}}\cdot a\cdot \mathrm {sinc} \left({\frac {\pi xa}{\lambda D}}\right)}
L'intensité lumineuse est le flux d'énergie, soit le carré de la norme
{\displaystyle I(x)=|\psi _{1}(x,t)|^{2}=\psi _{0}^{2}a^{2}\mathrm {sinc} ^{2}\left({\frac {\pi a}{\lambda D}}\cdot x\right)}

## Applications
La diffraction par une fente de longueur infinie permet de déterminer :
- la figure de diffraction par une ouverture rectangulaire : c'est comme si l'on avait deux fentes infinies l'une après l'autre et tournées d'un quart de tour dans leur plan ;
- dans le cas des deux fentes de Young, la figure d'interférence se superpose au profil dû à une fente.